# Castle Mountain, Alberta
Castle Mountain är ett berg i Kanada.   Det ligger i provinsen Alberta, i den centrala delen av landet, 3 000 km väster om huvudstaden Ottawa. Toppen på Castle Mountain är 2 766 meter över havet, eller 66 meter över den omgivande terrängen. Bredden vid basen är 0,19 km.
Terrängen runt Castle Mountain är kuperad söderut, men norrut är den bergig. Trakten runt Castle Mountain är nära nog obefolkad, med mindre än två invånare per kvadratkilometer.. Närmaste större samhälle är Lake Louise, 19,9 km nordväst om Castle Mountain. 
I omgivningarna runt Castle Mountain växer i huvudsak barrskog.